# Roberto Gil
Roberto Gil Esteve (Paterna, 30 luglio 1938 – Valencia, 5 agosto 2022) è stato un allenatore di calcio e calciatore spagnolo di ruolo centrocampista.

## Carriera

### Giocatore
Trascorse la quasi interezza della sua carriera al Valencia, fin dal settore giovanile. Esordì nel 1959 e continuò a vestire la maglia del Valencia fino al 1971, giocando per 11 stagioni nella Primera División spagnola e vincendo due Coppe delle Fiere (1962 e 1963) e una Coppa di Spagna (1966). Chiuse la carriera al Calvo Sotelo, nel 1971. 

### Allenatore
Dopo il ritiro, intraprese la carriera da allenatore, lavorando anche sulla panchina del Valencia in due occasioni distinte: dal 1984 al 1985 e poi nuovamente nel 1988.
Negli anni '90 tornò al Valencia, questa volta come dirigente sportivo.

## Palmarès

### Giocatore

#### Competizioni nazionali
- Coppa di Spagna: 1

Valencia: 1966-1967

#### Competizioni internazionali
- Coppa delle Fiere: 2

Valencia: 1961-1962, 1962-1963